# Cumbers-Riff
Das Cumbers-Riff ist eine Gruppe von Rifffelsen vor der Westküste der Antarktischen Halbinsel. In bogenförmiger Anordnung bilden sie den nördlichen und westlichen Teil der Amiot-Inseln vor der Küste des südwestlichen Teils der Adelaide-Insel.
Das UK Antarctic Place-Names Committee benannte das Riff 1964 nach Roger Neil Cumbers (* 1939), Dritter Offizier des Forschungsschiffs RSS John Biscoe und beteiligt an der Kartierung dieses Gebiets im Jahr 1963.